# Encyocratella olivacea
Genre
Synonymes
- Xenodendrophila Gallon, 2003

Espèce
Synonymes
- Chaetopelma strandi Schmidt, 1991
- Xenodendrophila gabrieli Gallon, 2003

Encyocratella olivacea, unique représentant du genre Encyocratella, est une espèce d'araignées mygalomorphes de la famille des Theraphosidae.

## Distribution
Cette espèce est endémique de Tanzanie.

## Publication originale
- Strand, 1907 : Vorläufige Diagnosen afrikanischer und südamerikanischer Spinnen. Zoologischer Anzeiger, vol. 31, p. 525-558 (texte intégral).